# Abuya y Ceuta Segunda
Abuya y Ceuta Segunda är en ort i Mexiko.   Den ligger i kommunen Culiacán och delstaten Sinaloa, i den västra delen av landet, 1 000 km nordväst om huvudstaden Mexico City. Abuya y Ceuta Segunda ligger 27 meter över havet och antalet invånare är 583.
Terrängen runt Abuya y Ceuta Segunda är platt. Runt Abuya y Ceuta Segunda är det ganska tätbefolkat, med 100 invånare per kvadratkilometer. Närmaste större samhälle är El Rosario, 4,0 km väster om Abuya y Ceuta Segunda. Trakten runt Abuya y Ceuta Segunda består till största delen av jordbruksmark.